# Wouw
Wouw è una località e un'ex-municipalità dei Paesi Bassi situata nella provincia del Brabante Settentrionale. Soppressa il 1º gennaio 1997, parte del suo territorio, è stato incorporato in quello della municipalità di Bergen op Zoom mentre parte del territorio, compreso il centro abitato, insieme al territorio di Roosendaal en Nispen è andato a costituire la nuova municipalità di Roosendaal.